# Fred Hechinger
Fred Hechinger (New York, 2 december 1999) is een Amerikaans acteur. Hij speelde in diverse films en series, waaronder The Woman in the Window, Fear Street Part One: 1994 en The Underground Railroad.

## Filmografie

### Film
- 2018: Alex Strangelove, als Josh
- 2018: Eighth Grade, als Trevor
- 2018: Vox Lux, als Aidan
- 2019: Human Capital, als Jamie Manning
- 2020: David, als David
- 2020: Let Them All Talk, als Fred
- 2020: News of the World, als John Calley
- 2021: The Woman in the Window, als Ethan Russel
- 2021: Italian Studies, als Matt
- 2021: Fear Street Part One: 1994, als Simon Kalidova
- 2021: Fear Street Part Three: 1666, als Isaac / Simon Kalidova
- 2022: Butcher's Crossing, als Will Andrews
- 2022: The Pale Blue Eye, als Cadet Randolph Ballinger
- 2023: Hell of a Summer, als Jason
- 2024: Thelma, als Daniel
- 2024: Nickel Boys, als Harper
- 2024: Gladiator II, als keizer Caracalla
- 2024: Kraven the Hunter, als Dmitri Smerdyakov / Chameleon

### Televisie
- 2021: The Underground Railroad, als jonge Arnold Ridgeway
- 2021: The White Lotus, als Quinn Mossbacher
- 2022: Pam & Tommy, als Seth Warshavsky
- 2024: In the Know, als Ginsberg (stemrol)